# Chayote
De chayote (Sechium edule) is een overblijvende, eenhuizige klimplant uit de komkommerfamilie (Cucurbitaceae). De groeischeuten zijn langer dan 25 cm. De stengels zijn licht behaard en in de lengterichting gegroefd. De plant heeft een wortelknol, die wel 10 kg kan wegen. De plant heeft tot 25 cm lange bladeren, die uit drie tot zeven afgeronde lobben met een gezaagde rand bestaan.
De plant heeft aparte mannelijke en vrouwelijke, 3 mm grote, witte bloemen. De mannelijke bloemen zitten met tien tot dertig stuks in trossen in de bladoksels. De vrouwelijke bloemen zitten solitair in de bladoksels.
De hangende groene vrucht is peervormig met vier ingesnoerde ribben, 5-8 × 7-10 cm groot en tot 1 kg zwaar. De vrucht bevat één plat, ovaal, wit, tot 5 cm lang zaad. Het vruchtvlees heeft een groenig-witte kleur en smaakt komkommerachtig.
Deze uit Midden-Amerika stammende plant was al bij de Azteken en de Maya's bekend. In principe zijn alle delen van de plant eetbaar. Hoofdzakelijk wordt de onrijpe vrucht bereid door ze te schillen, van haar zaad te ontdoen en vervolgens te stoven, te koken of te bakken. De wortelknollen kunnen als zetmeelleverancier dienen door ze net als aardappels te bereiden. De chayote wordt wereldwijd in de (sub)tropen gekweekt.
De chayote kan in Nederland op markten en in toko's worden gekocht.

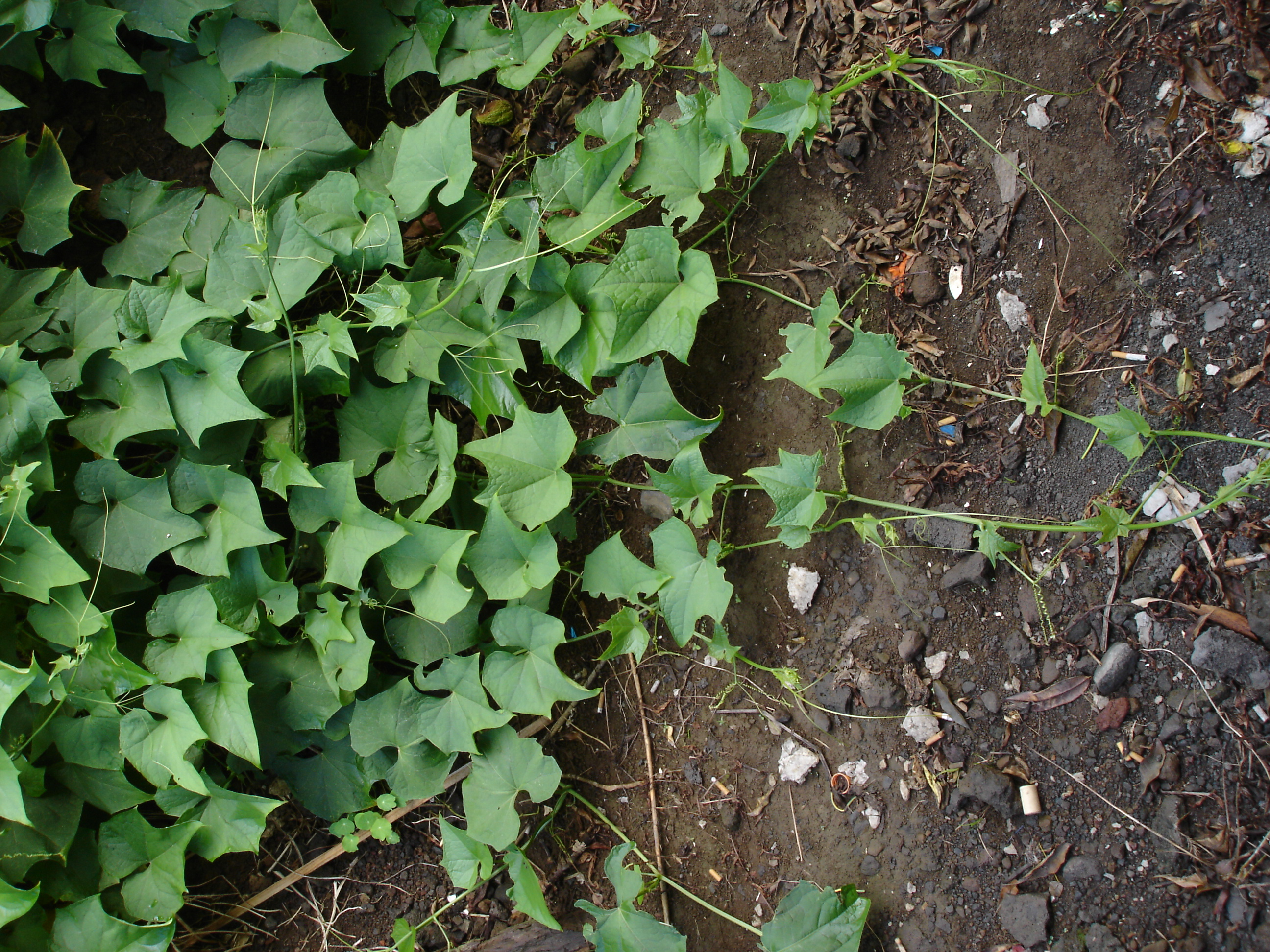
Plant